# Арутюнов, Сергей Гевондович
Сергей Гевондович Арутюнов (27 октября 1920 — 11 мая 1995) — управляющий трестом «Добропольеуголь» (г. Доброполье, Донецкая область, Украинская ССР), Герой Социалистического Труда.

## Биография
Родился в г. Мары (Закаспийская область, Туркестанская АССР), перед войной поступил в Донецкий индустриальный институт.
Во время Великой Отечественной войны был механиком-водителем танка на 1-м Белорусском фронте.
После окончания войны ещё два года служил в Германии, а затем вновь продолжил учёбу в Донецке.
После выпуска из института (1949) работал на одной из угольных шахт на Сахалине. Прошел путь от начальника участка до начальника шахты, в 1955 году был направлен на учёбу в Академию угольной промышленности в Москве.
Продолжил трудовую деятельность в Макеевке, где сначала возглавил шахту, а затем три года работал управляющим трестом «Красногвардейскуголь».
В 1963 году Арутюнов был назначен управляющим вновь образованного треста «Добропольеуголь». В 1966 году за выдающиеся достижения в труде С. Г. Арутюнов был удостоен высокого звания Герой Социалистического труда.
По его инициативе в 1967 году в Доброполье был построен спорткомплекс, который сейчас носит его имя. В следующем году была запущена троллейбусная линия, связавшая шахту № 17-18 им. РККА с центром города — Доброполье стал самым маленьким городом в мире, в котором курсировал троллейбус.
В 1970 году трест «Добропольеуголь» был ликвидирован, а угольные предприятия были присоединены к тресту «Красноармейскуголь». Арутюнов возглавил дирекцию строящихся предприятий в г. Донецке.
Умер 11 мая 1995 года.

## Награды и звания
- Герой Социалистического Труда (1966)
- Ордена Ленина, Красной Звезды, медали
- Почетный гражданин г. Доброполье